# 新潟県第3区
新潟県第3区（にいがたけんだい3く）は、日本の衆議院議員総選挙における選挙区。1994年（平成6年）の公職選挙法改正で設置。

## 区域

### 現在の区域
2022年（令和4年）公職選挙法改正以降の区域は以下のとおりである。新潟市内では北区の分割が解消されるほか、4区だった秋葉区が加わる。
- 新潟市
  - 北区
  - 秋葉区
- 新発田市
- 村上市
- 五泉市
- 阿賀野市
- 胎内市
- 北蒲原郡
- 東蒲原郡
- 岩船郡

### 2022年以前の区域

衆議院議員小選挙区の新潟県における2022年までの区割り

2013年（平成25年）公職選挙法改正から2022年の小選挙区改定までの区域は以下のとおりである。
- 新潟市
  - 北区（旧豊栄市域）
    - 本庁管内（細山、小杉、十二前、横越を除く）
    - 北出張所管内のすみれ野4丁目
- 新発田市
- 村上市
- 五泉市
- 阿賀野市
- 胎内市
- 北蒲原郡
- 東蒲原郡
- 岩船郡

1994年（平成6年）公職選挙法改正から2013年の小選挙区改定までの区域は以下のとおりである。
- 新発田市
- 村上市
- 五泉市
- 豊栄市
- 北蒲原郡
- 中蒲原郡
  - 村松町
- 東蒲原郡
- 岩船郡

## 歴史
1994年の小選挙区比例代表並立制導入で、当時の新発田市、村上市、五泉市、豊栄市、北蒲原郡、中蒲原郡村松町、東蒲原郡、岩船郡が選挙区の区域となった。
稲作農家が多い穀倉地帯で、中選挙区制の旧新潟2区時代から地元村上市に地盤を持っていた自由民主党の稲葉修、稲葉大和親子の大票田となっていた地域である。
小選挙区制施行後も稲葉大和が盤石の選挙戦を繰り広げ、1996年の第41回衆議院議員総選挙から2005年の第44回衆議院議員総選挙まで対立候補に一度たりとも比例復活を許さずに連続当選していたが、2009年の第45回衆議院議員総選挙では参院より鞍替えして新発田市を中心に活動した民主党の黒岩宇洋の前にダブルスコアの大敗を喫し、比例復活も叶わず稲葉は落選。この選挙後に稲葉は政界を引退し、おおよそ60年続いた「稲葉王国」は崩壊した。
2012年の第46回衆議院議員総選挙では自民党が新人の斎藤洋明を擁立し初当選。自民党が議席を奪還し、黒岩は比例復活もできず落選した。2014年の第47回衆議院議員総選挙では地元JAなどの推薦を取り付けた黒岩が8,300票差で当選。敗れた斎藤は比例北陸信越ブロックで復活当選した。2017年の第48回衆議院議員総選挙は民進党の分裂に伴い無所属での戦いとなった黒岩が斎藤に50票差まで迫られたものの辛うじて選挙区で当選。斎藤は前回に続いて比例での復活当選となった。なお、この時の斎藤の惜敗率の高さ・黒岩との票差の小ささは小選挙区比例代表並立制導入以降の選挙では歴代1位である。
2021年の第49回衆議院議員総選挙では斎藤が新潟市北区を除く全自治体で黒岩を上回る得票をし、前回から一転して黒岩に1万4000票近い差をつけて9年ぶりに小選挙区での当選を果たした。一方の黒岩は比例復活も果たせず議席を失った。
2024年の第50回衆議院議員総選挙では黒岩が小選挙区で当選し、斎藤が比例復活。

## 小選挙区選出議員
| 選挙名                 | 年     | 当選者   | 党派       |
| ---------------------- | ------ | -------- | ---------- |
| 第41回衆議院議員総選挙 | 1996年 | 稲葉大和 | 自由民主党 |
| 第42回衆議院議員総選挙 | 2000年 | 稲葉大和 | 自由民主党 |
| 第43回衆議院議員総選挙 | 2003年 | 稲葉大和 | 自由民主党 |
| 第44回衆議院議員総選挙 | 2005年 | 稲葉大和 | 自由民主党 |
| 第45回衆議院議員総選挙 | 2009年 | 黒岩宇洋 | 民主党     |
| 第46回衆議院議員総選挙 | 2012年 | 斎藤洋明 | 自由民主党 |
| 第47回衆議院議員総選挙 | 2014年 | 黒岩宇洋 | 民主党     |
| 第48回衆議院議員総選挙 | 2017年 | 黒岩宇洋 | 無所属     |
| 第49回衆議院議員総選挙 | 2021年 | 斎藤洋明 | 自由民主党 |
| 第50回衆議院議員総選挙 | 2024年 | 黒岩宇洋 | 立憲民主党 |

## 選挙結果
時の内閣：第1次石破内閣 解散日：2024年10月9日 公示日：2024年10月15日
当日有権者数：37万462人 最終投票率：58.82%（前回比：6.22%） （全国投票率：53.85%（2.08%））
| 当落 | 候補者名   | 年齢 | 所属党派     | 新旧 | 得票数    | 得票率 | 惜敗率 | 推薦・支持               | 重複 |
| ---- | ---------- | ---- | ------------ | ---- | --------- | ------ | ------ | ------------------------ | ---- |
| 当   | 黒岩宇洋   | 58   | 立憲民主党   | 元   | 105,275票 | 49.28% | ――     | 社会民主党新潟県連合推薦 | ○    |
| 比当 | 斎藤洋明   | 47   | 自由民主党   | 前   | 94,984票  | 44.46% | 90.22% | 公明党推薦               | ○    |
|      | 吉村祐一郎 | 49   | 日本維新の会 | 新   | 13,370票  | 6.26%  | 12.70% |                          | ○    |

時の内閣：第1次岸田内閣 解散日：2021年10月14日 公示日：2021年10月19日
当日有権者数：29万8289人 最終投票率：65.04%（前回比：1.73%） （全国投票率：55.93%（2.25%））
| 当落 | 候補者名 | 年齢 | 所属党派   | 新旧 | 得票数    | 得票率 | 惜敗率 | 推薦・支持                           | 重複 |
| ---- | -------- | ---- | ---------- | ---- | --------- | ------ | ------ | ------------------------------------ | ---- |
| 当   | 斎藤洋明 | 44   | 自由民主党 | 前   | 102,564票 | 53.61% | ――     | 公明党推薦                           | ○    |
|      | 黒岩宇洋 | 55   | 立憲民主党 | 前   | 88,744票  | 46.39% | 86.53% | 日本共産党・社会民主党新潟県連合推薦 | ○    |

時の内閣：第3次安倍第3次改造内閣 解散日：2017年9月28日 公示日：2017年10月10日
当日有権者数：31万2835人 最終投票率：63.31%（前回比：8.76%） （全国投票率：53.68%（1.02%））
| 当落 | 候補者名 | 年齢 | 所属党派   | 新旧 | 得票数   | 得票率 | 惜敗率 | 推薦・支持                                 | 重複 |
| ---- | -------- | ---- | ---------- | ---- | -------- | ------ | ------ | ------------------------------------------ | ---- |
| 当   | 黒岩宇洋 | 51   | 無所属     | 前   | 95,644票 | 49.15% | ――     | 日本共産党・社会民主党・自由党新潟県連推薦 | ×    |
| 比当 | 斎藤洋明 | 40   | 自由民主党 | 前   | 95,594票 | 49.12% | 99.95% | 公明党推薦                                 | ○    |
|      | 三村誉一 | 71   | 無所属     | 新   | 3,375票  | 1.73%  | 3.53%  |                                            | ×    |

時の内閣：第2次安倍改造内閣 解散日：2014年11月21日 公示日：2014年12月2日
当日有権者数：31万4215人 最終投票率：54.55%（前回比：5.07%） （全国投票率：52.66%（6.66%））
| 当落 | 候補者名 | 年齢 | 所属党派   | 新旧 | 得票数   | 得票率 | 惜敗率 | 推薦・支持 | 重複 |
| ---- | -------- | ---- | ---------- | ---- | -------- | ------ | ------ | ---------- | ---- |
| 当   | 黒岩宇洋 | 48   | 民主党     | 元   | 82,619票 | 49.13% | ――     |            | ○    |
| 比当 | 斎藤洋明 | 38   | 自由民主党 | 前   | 74,319票 | 44.20% | 89.95% | 公明党推薦 | ○    |
|      | 伊藤誠   | 50   | 日本共産党 | 新   | 11,214票 | 6.67%  | 13.57% |            |      |

時の内閣：野田第3次改造内閣 解散日：2012年11月16日 公示日：2012年12月4日
当日有権者数：31万8635人 最終投票率：59.62%（前回比：14.44%） （全国投票率：59.32%（9.96%））
| 当落 | 候補者名 | 年齢 | 所属党派   | 新旧 | 得票数   | 得票率 | 惜敗率 | 推薦・支持   | 重複 |
| ---- | -------- | ---- | ---------- | ---- | -------- | ------ | ------ | ------------ | ---- |
| 当   | 斎藤洋明 | 36   | 自由民主党 | 新   | 92,280票 | 50.16% | ――     | 公明党推薦   | ○    |
|      | 黒岩宇洋 | 46   | 民主党     | 前   | 76,135票 | 41.39% | 82.50% | 国民新党推薦 | ○    |
|      | 田中真一 | 50   | 日本共産党 | 新   | 11,465票 | 6.23%  | 12.42% |              |      |
|      | 三村誉一 | 66   | 無所属     | 新   | 4,075票  | 2.22%  | 4.42%  |              | ×    |

時の内閣：麻生内閣 解散日：2009年7月21日 公示日：2009年8月18日
当日有権者数：32万3892人 最終投票率：74.06%（前回比：4.2%） （全国投票率：69.28%（1.77%））
| 当落 | 候補者名 | 年齢 | 所属党派   | 新旧 | 得票数    | 得票率 | 惜敗率 | 推薦・支持 | 重複 |
| ---- | -------- | ---- | ---------- | ---- | --------- | ------ | ------ | ---------- | ---- |
| 当   | 黒岩宇洋 | 42   | 民主党     | 新   | 154,985票 | 66.03% | ――     |            | ○    |
|      | 稲葉大和 | 65   | 自由民主党 | 前   | 77,058票  | 32.83% | 49.72% |            | ○    |
|      | 富川将充 | 36   | 幸福実現党 | 新   | 2,668票   | 1.14%  | 1.72%  |            |      |

時の内閣：第2次小泉改造内閣 解散日：2005年8月8日 公示日：2005年8月30日
当日有権者数：32万8478人 最終投票率：69.86%（前回比：8.1%） （全国投票率：67.51%（7.65%））
| 当落 | 候補者名 | 年齢 | 所属党派   | 新旧 | 得票数    | 得票率 | 惜敗率 | 推薦・支持 | 重複 |
| ---- | -------- | ---- | ---------- | ---- | --------- | ------ | ------ | ---------- | ---- |
| 当   | 稲葉大和 | 61   | 自由民主党 | 前   | 111,695票 | 50.14% | ――     |            | ○    |
|      | 宮崎増次 | 54   | 社会民主党 | 新   | 73,114票  | 32.82% | 65.46% |            | ○    |
|      | 鈴木泰   | 45   | 国民新党   | 新   | 23,845票  | 10.70% | 21.35% |            | ○    |
|      | 田中真一 | 43   | 日本共産党 | 新   | 14,132票  | 6.34%  | 12.65% |            |      |

- 鈴木は第41・第45回は東京25区、第42・第43回は静岡3区から立候補するも、落選。

時の内閣：第1次小泉第2次改造内閣 解散日：2003年10月10日 公示日：2003年10月28日
当日有権者数：32万8821人 最終投票率：61.76%（前回比：6.83%） （全国投票率：59.86%（2.63%））
| 当落 | 候補者名 | 年齢 | 所属党派   | 新旧 | 得票数    | 得票率 | 惜敗率 | 推薦・支持 | 重複 |
| ---- | -------- | ---- | ---------- | ---- | --------- | ------ | ------ | ---------- | ---- |
| 当   | 稲葉大和 | 59   | 自由民主党 | 前   | 108,627票 | 55.91% | ――     |            | ○    |
|      | 倉持八郎 | 60   | 社会民主党 | 新   | 70,256票  | 36.16% | 64.68% |            | ○    |
|      | 田中真一 | 41   | 日本共産党 | 新   | 15,399票  | 7.93%  | 14.18% |            |      |

時の内閣：第1次森内閣 解散日：2000年6月2日 公示日：2000年6月13日 最終投票率：68.59% （全国投票率：62.49%（2.84%））
| 当落 | 候補者名 | 年齢 | 所属党派   | 新旧 | 得票数    | 得票率 | 惜敗率 | 推薦・支持 | 重複 |
| ---- | -------- | ---- | ---------- | ---- | --------- | ------ | ------ | ---------- | ---- |
| 当   | 稲葉大和 | 56   | 自由民主党 | 前   | 111,819票 | 51.15% | ――     |            | ○    |
|      | 白沢三郎 | 59   | 自由党     | 元   | 57,409票  | 26.26% | 51.34% |            | ○    |
|      | 倉持八郎 | 57   | 社会民主党 | 新   | 34,320票  | 15.70% | 30.69% |            | ○    |
|      | 稲垣恵造 | 63   | 日本共産党 | 新   | 15,045票  | 6.88%  | 13.45% |            |      |

時の内閣：第1次橋本内閣 解散日：1996年9月27日 公示日：1996年10月8日 （全国投票率：59.65%（8.11%））
| 当落 | 候補者名   | 年齢 | 所属党派   | 新旧 | 得票数   | 得票率 | 惜敗率 | 推薦・支持     | 重複 |
| ---- | ---------- | ---- | ---------- | ---- | -------- | ------ | ------ | -------------- | ---- |
| 当   | 稲葉大和   | 52   | 自由民主党 | 前   | 79,635票 | 36.03% | ――     |                | ○    |
|      | 岩村卯一郎 | 69   | 無所属     | 元   | 66,067票 | 29.89% | 82.96% | 社会民主党推薦 | ×    |
|      | 白沢三郎   | 55   | 新進党     | 前   | 60,223票 | 27.25% | 75.62% |                |      |
|      | 田崎正一   | 71   | 日本共産党 | 新   | 15,110票 | 6.84%  | 18.97% |                |      |